# أوجين ويلهلم
أوجين ويلهلم (بالفرنسية: Eugène Wilhelm)‏ هو عالم جنس ‏ ومحامي ومحامي فرنسي، ولد في 19 مارس 1866 في ستراسبورغ في فرنسا، وتوفي بنفس المكان في 23 أكتوبر 1951.